# Phase finale de la Ligue Europa 2022-2023
Pour un article plus général, voir Ligue Europa 2022-2023.
Navigation
Phase de groupes Finale
La phase finale de l'édition 2022-2023 de la Ligue Europa commence le 16 février 2023 avec la phase aller des barrages et se termine le 31 mai 2023 avec la finale au Stade Ferenc-Puskás de Budapest afin de décider du vainqueur de la compétition.
Un total de vingt-quatre équipes y prend part.

## Calendrier
Tous les tirages au sort ont lieu au quartier général de l'UEFA à Nyon en Suisse.
| Phase                                                  | Tirage au sort                  | Date aller                      | Date retour                     | Équipes participantes  |
| ------------------------------------------------------ | ------------------------------- | ------------------------------- | ------------------------------- | ---------------------- |
| Barrages                                               | 7 novembre 2022                 | 16 février 2023                 | 23 février 2023                 | 16 (8 + 8)             |
| Huitièmes de finale                                    | 24 février 2023                 | 9 mars 2023                     | 16 mars 2023                    | 16 (8 + 8 barragistes) |
| Quarts de finale                                       | 17 mars 2023                    | 13 avril 2023                   | 20 avril 2023                   | 8                      |
| Demi-finales                                           | 17 mars 2023                    | 11 mai 2023                     | 18 mai 2023                     | 4                      |
| Finale                                                 | mercredi 31 mai 2023 à Budapest | mercredi 31 mai 2023 à Budapest | mercredi 31 mai 2023 à Budapest | 2                      |
| en italique : clubs repêchés de la Ligue des champions |                                 |                                 |                                 |                        |

## Équipes qualifiées
Séville

Betis
Séville FC

## Barrages de la phase à élimination directe
Les deuxièmes de la phase de groupes de la Ligue Europa, rejoints par les huit équipes ayant terminé troisièmes de leur groupe en Ligue des champions, participent aux barrages de la phase à élimination directe de la Ligue Europa. Les huit premiers de la phase de groupes de la Ligue Europa, quant à eux, commencent leur phase finale par les huitièmes de finale.
Deux équipes d'une même association nationale ne peuvent pas se rencontrer en barrage. Le tirage au sort a lieu le 7 novembre 2022 à Nyon. Les deuxièmes de groupe, têtes de série, jouent leur match retour à domicile.
| Groupe | 2e de groupe      | 3e de groupe de Ligue des champions |
| ------ | ----------------- | ----------------------------------- |
| A      | PSV Eindhoven     | Ajax Amsterdam                      |
| B      | Stade rennais FC  | Bayer Leverkusen                    |
| C      | AS Rome           | FC Barcelone                        |
| D      | Union Berlin      | Sporting CP                         |
| E      | Manchester United | RB Salzbourg                        |
| F      | FC Midtjylland    | Chakhtar Donetsk                    |
| G      | FC Nantes         | Séville FC                          |
| H      | AS Monaco         | Juventus FC                         |

Les matchs aller se jouent le 16 février 2023 tandis que les matchs retour se déroulent le 23 février 2023. Les clubs repéchés de la ligue des champions joueront le match aller à domicile. Les clubs ayant fini 2ème des groupes de Ligue Europa joueront le match retour à domicile.
| Équipe           | Aller | Total             | Retour | Équipe            |
| ---------------- | ----- | ----------------- | ------ | ----------------- |
| FC Barcelone     | 2 - 2 | 3 - 4             | 1 - 2  | Manchester United |
| Juventus FC      | 1 - 1 | 4 - 1             | 3 - 0  | FC Nantes         |
| Sporting CP      | 1 - 1 | 5 - 1             | 4 - 0  | FC Midtjylland    |
| Chakhtar Donetsk | 2 - 1 | 3 - 3 (5 - 4 tab) | 1 - 2  | Stade rennais FC  |
| Ajax Amsterdam   | 0 - 0 | 1 - 3             | 1 - 3  | Union Berlin      |
| Bayer Leverkusen | 2 - 3 | 5 - 5 (5 - 3 tab) | 3 - 2  | AS Monaco         |
| Séville FC       | 3 - 0 | 3 - 2             | 0 - 2  | PSV Eindhoven     |
| RB Salzbourg     | 1 - 0 | 1 - 2             | 0 - 2  | AS Rome           |

| 16 février 2023 | FC Barcelone              | 2 - 2   | Manchester United                       | Camp Nou, Barcelone                                                                   |                                                                                       |
| 18h45 CET       | Alonso 50e · Raphinha 76e | (0 - 0) | 53e Rashford · 59e (csc) Koundé         | Spectateurs : 90 225 Arbitrage : Maurizio Mariani Arbitre vidéo : Massimiliano Irrati | Spectateurs : 90 225 Arbitrage : Maurizio Mariani Arbitre vidéo : Massimiliano Irrati |
| 18h45 CET       | Alba 30e · Gavi 73e       | Rapport | 43e Varane · 65e Casemiro · 72e Malacia | Spectateurs : 90 225 Arbitrage : Maurizio Mariani Arbitre vidéo : Massimiliano Irrati | Spectateurs : 90 225 Arbitrage : Maurizio Mariani Arbitre vidéo : Massimiliano Irrati |

| 23 février 2023 | Manchester United                           | 2 - 1   | FC Barcelone                                | Old Trafford, Manchester                                                       |                                                                                |
| 21h00 CET       | Fred 47e · Antony 73e                       | (0 - 1) | 18e (pen.) Lewandowski                      | Spectateurs : 73 021 Arbitrage : Clément Turpin Arbitre vidéo : Jérôme Brisard | Spectateurs : 73 021 Arbitrage : Clément Turpin Arbitre vidéo : Jérôme Brisard |
| 21h00 CET       | Fernandes 60e · Garnacho 78e · Casemiro 86e | Rapport | 60e Kessié · 72e Lewandowski · 83e Busquets | Spectateurs : 73 021 Arbitrage : Clément Turpin Arbitre vidéo : Jérôme Brisard | Spectateurs : 73 021 Arbitrage : Clément Turpin Arbitre vidéo : Jérôme Brisard |

| 16 février 2023 | Juventus FC             | 1 - 1   | FC Nantes                                     | Juventus Stadium, Turin                                                      |                                                                              |
| 21h00 CET       | Vlahović 13e            | (1 - 0) | 60e Blas                                      | Spectateurs : 41 019 Arbitrage : João Pinheiro Arbitre vidéo : Tiago Martins | Spectateurs : 41 019 Arbitrage : João Pinheiro Arbitre vidéo : Tiago Martins |
| 21h00 CET       | Chiesa 54e · Danilo 75e | Rapport | 45+1e Castelletto · 57e Mohamed · 90e Corchia | Spectateurs : 41 019 Arbitrage : João Pinheiro Arbitre vidéo : Tiago Martins | Spectateurs : 41 019 Arbitrage : João Pinheiro Arbitre vidéo : Tiago Martins |

| 23 février 2023 | FC Nantes                               | 0 - 3   | Juventus FC                | Stade de la Beaujoire, Nantes                                                             |                                                                                           |
| 18h45 CET       |                                         | (0 - 2) | 5e 20e (pen.) 78e Di María | Spectateurs : 34 420 Arbitrage : José María Sánchez Arbitre vidéo : Juan Martínez Munuera | Spectateurs : 34 420 Arbitrage : José María Sánchez Arbitre vidéo : Juan Martínez Munuera |
| 18h45 CET       | Pallois 18e · Traoré 78e · Lafont 90+4e | Rapport | 87e Cuadrado               | Spectateurs : 34 420 Arbitrage : José María Sánchez Arbitre vidéo : Juan Martínez Munuera | Spectateurs : 34 420 Arbitrage : José María Sánchez Arbitre vidéo : Juan Martínez Munuera |

| 16 février 2023 | Sporting CP                 | 1 - 1   | FC Midtjylland                           | Estádio José Alvalade XXI, Lisbonne                                              |                                                                                  |
| 21h00 CET       | Coates 90+4e                | (0 - 0) | 77e Ashour                               | Spectateurs : 23 279 Arbitrage : François Letexier Arbitre vidéo : Benoît Millot | Spectateurs : 23 279 Arbitrage : François Letexier Arbitre vidéo : Benoît Millot |
| 21h00 CET       | Coates 87e · Tanlongo 90+3e | Rapport | 63e Martínez · 83e Isaksen · 86e Gigović | Spectateurs : 23 279 Arbitrage : François Letexier Arbitre vidéo : Benoît Millot | Spectateurs : 23 279 Arbitrage : François Letexier Arbitre vidéo : Benoît Millot |

| 23 février 2023 | FC Midtjylland                               | 0 - 4   | Sporting CP                                           | MCH Arena, Herning                                                               |                                                                                  |
| 18h45 CET       |                                              | (0 - 1) | 21e Coates · 50e 77e Gonçalves · 85e (csc) Gartenmann | Spectateurs : 9 576 Arbitrage : Ivan Kružliak Arbitre vidéo : Bartosz Frankowski | Spectateurs : 9 576 Arbitrage : Ivan Kružliak Arbitre vidéo : Bartosz Frankowski |
| 18h45 CET       | Paulinho 36e, 38e · Ashour 74e · Gigović 90e | Rapport | 34e Esgaio · 74e Ugarte                               | Spectateurs : 9 576 Arbitrage : Ivan Kružliak Arbitre vidéo : Bartosz Frankowski | Spectateurs : 9 576 Arbitrage : Ivan Kružliak Arbitre vidéo : Bartosz Frankowski |

| 16 février 2023 | Chakhtar Donetsk                                  | 2 - 1   | Stade rennais FC                           | Stade du maréchal Józef Piłsudski, Varsovie                               |                                                                           |
| 18h45 CET       | Kryskiv 11e · Bondarenko 45+1e (pen.)             | (2 - 0) | 59e Toko-Ekambi                            | Spectateurs : 13 415 Arbitrage : Irfan Peljto Arbitre vidéo : Marco Guida | Spectateurs : 13 415 Arbitrage : Irfan Peljto Arbitre vidéo : Marco Guida |
| 18h45 CET       | Stepanenko 40e · Mykhaïlytchenko 84e · Zubkov 85e | Rapport | 43e Bourigeaud · 57e Ugochukwu · 85e Omari | Spectateurs : 13 415 Arbitrage : Irfan Peljto Arbitre vidéo : Marco Guida | Spectateurs : 13 415 Arbitrage : Irfan Peljto Arbitre vidéo : Marco Guida |

| 23 février 2023 | Stade rennais FC                                            | 2 - 1                 | Chakhtar Donetsk                                                                     | Roazhon Park, Rennes                                                              |                                                                                   |
| 21h00 CET       | Toko-Ekambi 52e · Salah 106e                                | (0 - 0, 1 - 0, 1 - 0) | 119e (csc) Belocian                                                                  | Spectateurs : 27 781 Arbitrage : Tobias Stieler Arbitre vidéo : Christian Dingert | Spectateurs : 27 781 Arbitrage : Tobias Stieler Arbitre vidéo : Christian Dingert |
| 21h00 CET       | Spence 54e                                                  | Rapport               | 63e Bondar · 68e Traoré · 82e Mykhaïlytchenko · 90+4e Konoplia · 120+2e Matviyenko · | Spectateurs : 27 781 Arbitrage : Tobias Stieler Arbitre vidéo : Christian Dingert | Spectateurs : 27 781 Arbitrage : Tobias Stieler Arbitre vidéo : Christian Dingert |
| 21h00 CET       | D. Doué · Doku · Meling · Gouiri · Tait · Omari · Ugochukwu | Tirs au but 4 - 5     | Nazaryna · Sudakov · Bondarenko · Bondar · Sikane · Konoplia · Kelsy                 | Spectateurs : 27 781 Arbitrage : Tobias Stieler Arbitre vidéo : Christian Dingert | Spectateurs : 27 781 Arbitrage : Tobias Stieler Arbitre vidéo : Christian Dingert |

| 16 février 2023 | Ajax Amsterdam | 0 - 0   | Union Berlin             | Johan Cruyff Arena, Amsterdam                                                        |                                                                                      |
| 18h45 CET       |                | (0 - 0) |                          | Spectateurs : 54 322 Arbitrage : Halil Umut Meler Arbitre vidéo : Abdulkadir Bitigen | Spectateurs : 54 322 Arbitrage : Halil Umut Meler Arbitre vidéo : Abdulkadir Bitigen |
| 18h45 CET       |                | Rapport | 57e Khedira · 85e Doekhi | Spectateurs : 54 322 Arbitrage : Halil Umut Meler Arbitre vidéo : Abdulkadir Bitigen | Spectateurs : 54 322 Arbitrage : Halil Umut Meler Arbitre vidéo : Abdulkadir Bitigen |

| 23 février 2023 | Union Berlin                                   | 3 - 1   | Ajax Amsterdam                                                                   | Stadion An der Alten Försterei, Berlin                                                            |                                                                                                   |
| 21h00 CET       | Knoche 20e (pen.) · Juranović 44e · Doekhi 50e | (2 - 0) | 47e Kudus                                                                        | Spectateurs : 21 800 Arbitrage : Carlos del Cerro Grande Arbitre vidéo : Xavier Estrada Fernandez | Spectateurs : 21 800 Arbitrage : Carlos del Cerro Grande Arbitre vidéo : Xavier Estrada Fernandez |
| 21h00 CET       | Becker 20e · Doekhi 28e                        | Rapport | 20e Klaassen · 90+2e Berghuis · 90+5e Kudus · 90+6e, 90+7e Álvarez · 90+6e Tadić | Spectateurs : 21 800 Arbitrage : Carlos del Cerro Grande Arbitre vidéo : Xavier Estrada Fernandez | Spectateurs : 21 800 Arbitrage : Carlos del Cerro Grande Arbitre vidéo : Xavier Estrada Fernandez |

| 16 février 2023 | Bayer Leverkusen                   | 2 - 3   | AS Monaco                                     | BayArena, Leverkusen                                                             |                                                                                  |
| 21h00 CET       | Diaby 48e · Wirtz 59e              | (0 - 1) | 9e (csc) Hrádecký · 74e Diatta · 90+2e Disasi | Spectateurs : 27 864 Arbitrage : Orel Grinfeeld Arbitre vidéo : Roi Reinshreiber | Spectateurs : 27 864 Arbitrage : Orel Grinfeeld Arbitre vidéo : Roi Reinshreiber |
| 21h00 CET       | Tapsoba 14e · Wirtz 50e · Adli 63e | Rapport | 63e Camara · 84e Maripán · 90+7e Diatta       | Spectateurs : 27 864 Arbitrage : Orel Grinfeeld Arbitre vidéo : Roi Reinshreiber | Spectateurs : 27 864 Arbitrage : Orel Grinfeeld Arbitre vidéo : Roi Reinshreiber |

| 23 février 2023 | AS Monaco                                  | 2 - 3                 | Bayer Leverkusen                          | Stade Louis-II, Monaco                                                                                   | |
| 18h45 CET       | Ben Yedder 19e (pen.) · Embolo 84e         | (1 - 2, 2 - 3, 2 - 3) | 13e Wirtz · 21e Palacios · 58e Adli       | Spectateurs : 8 504 Arbitrage : Alejandro Hernández Hernández Arbitre vidéo : Guillermo Cuadra Fernández | Spectateurs : 8 504 Arbitrage : Alejandro Hernández Hernández Arbitre vidéo : Guillermo Cuadra Fernández |
| 18h45 CET       | Fofana 41e · Henrique 119e · Jakobs 120+1e | Rapport               | 65e Andrich · 99e Palacios ·              | Spectateurs : 8 504 Arbitrage : Alejandro Hernández Hernández Arbitre vidéo : Guillermo Cuadra Fernández | Spectateurs : 8 504 Arbitrage : Alejandro Hernández Hernández Arbitre vidéo : Guillermo Cuadra Fernández |
| 18h45 CET       | Disasi · Matazo · Embolo · Volland         | Tirs au but 3 - 5     | Azmoun · Amiri · Tapsoba · Schick · Diaby | Spectateurs : 8 504 Arbitrage : Alejandro Hernández Hernández Arbitre vidéo : Guillermo Cuadra Fernández | Spectateurs : 8 504 Arbitrage : Alejandro Hernández Hernández Arbitre vidéo : Guillermo Cuadra Fernández |

| 16 février 2023 | Séville FC                                 | 3 - 0   | PSV Eindhoven | Stade Ramón Sánchez Pizjuán, Séville                                             |                                                                                  |
| 21h00 CET       | En-Nesyri 45+2e · Ocampos 50e · Gudelj 55e | (1 - 0) |               | Spectateurs : 29 593 Arbitrage : Radu Petrescu Arbitre vidéo : Christian Dingert | Spectateurs : 29 593 Arbitrage : Radu Petrescu Arbitre vidéo : Christian Dingert |
| 21h00 CET       | Gudelj 59e · Lamela 89e                    | Rapport |               | Spectateurs : 29 593 Arbitrage : Radu Petrescu Arbitre vidéo : Christian Dingert | Spectateurs : 29 593 Arbitrage : Radu Petrescu Arbitre vidéo : Christian Dingert |

| 23 février 2023 | PSV Eindhoven                           | 2 - 0   | Séville FC                                          | Stade Philips, Eindhoven                                                       |                                                                                |
| 18h45 CET       | de Jong 77e · Silva 90+5e               | (0 - 0) |                                                     | Spectateurs : 34 000 Arbitrage : Daniele Orsato Arbitre vidéo : Marco Di Bello | Spectateurs : 34 000 Arbitrage : Daniele Orsato Arbitre vidéo : Marco Di Bello |
| 18h45 CET       | Mwene 84e · Simons 90+6e · Júnior 90+6e | Rapport | 33e Acuña · 79e Kouassi · 82e Dmitrović · 90+2e Mir | Spectateurs : 34 000 Arbitrage : Daniele Orsato Arbitre vidéo : Marco Di Bello | Spectateurs : 34 000 Arbitrage : Daniele Orsato Arbitre vidéo : Marco Di Bello |

| 16 février 2023 | RB Salzbourg                            | 1 - 0   | AS Rome      | Stadion Salzburg, Salzbourg                                                   |                                                                               |
| 18h45 CET       | Capaldo 88e                             | (0 - 0) |              | Spectateurs : 29 520 Arbitrage : Dennis Higler Arbitre vidéo : Pol van Boekel | Spectateurs : 29 520 Arbitrage : Dennis Higler Arbitre vidéo : Pol van Boekel |
| 18h45 CET       | Pavlović 84e · Koïta 86e · Gloukh 90+4e | Rapport | 90+2e Ibañez | Spectateurs : 29 520 Arbitrage : Dennis Higler Arbitre vidéo : Pol van Boekel | Spectateurs : 29 520 Arbitrage : Dennis Higler Arbitre vidéo : Pol van Boekel |

| 23 février 2023 | AS Rome                                                   | 2 - 0   | RB Salzbourg | Stade olympique, Rome                                                          |                                                                                |
| 21h00 CET       | Belotti 33e · Dybala 40e                                  | (2 - 0) |              | Spectateurs : 62 593 Arbitrage : Slavko Vinčić Arbitre vidéo : Nejc Kajtazovic | Spectateurs : 62 593 Arbitrage : Slavko Vinčić Arbitre vidéo : Nejc Kajtazovic |
| 21h00 CET       | Ibañez 4e · Pellegrini 5e · Spinazzoli 54e · Zalewski 74e | Rapport |              | Spectateurs : 62 593 Arbitrage : Slavko Vinčić Arbitre vidéo : Nejc Kajtazovic | Spectateurs : 62 593 Arbitrage : Slavko Vinčić Arbitre vidéo : Nejc Kajtazovic |

## Huitièmes de finale
Les vainqueurs de la phase de groupes de la Ligue Europa, rejoints par les huit équipes vainqueurs des barrages de la phase à élimination directe, participent aux huitièmes de finale de la Ligue Europa.
Deux équipes d'une même association nationale ne peuvent pas se rencontrer en huitièmes de finale. Cette restriction est levée ensuite à partir des quarts de finale. Le tirage au sort a lieu le 24 février 2023 à Nyon. Les huitièmes de finale se jouent le 9 mars pour les matchs aller et le 16 mars pour les matchs retour.
| Vainqueur de groupe           | Vainqueur des barrages |
| ----------------------------- | ---------------------- |
| Arsenal FC (Grp. A)           | Manchester United      |
| Fenerbahçe SK (Grp. B)        | Juventus FC            |
| Real Betis (Grp. C)           | Sporting CP            |
| Union Saint-Gilloise (Grp. D) | Chakhtar Donetsk       |
| Real Sociedad (Grp. E)        | Union Berlin           |
| Feyenoord Rotterdam (Grp. F)  | Bayer Leverkusen       |
| SC Fribourg (Grp. G)          | Séville FC             |
| Ferencváros TC (Grp. H)       | AS Rome                |

| Équipe            | Aller | Total             | Retour | Équipe               |
| ----------------- | ----- | ----------------- | ------ | -------------------- |
| Union Berlin      | 3 - 3 | 3 - 6             | 0 - 3  | Union Saint-Gilloise |
| Séville FC        | 2 - 0 | 2 - 1             | 0 - 1  | Fenerbahçe SK        |
| Juventus FC       | 1 - 0 | 3 - 0             | 2 - 0  | SC Fribourg          |
| Bayer Leverkusen  | 2 - 0 | 4 - 0             | 2 - 0  | Ferencváros TC       |
| Sporting CP       | 2 - 2 | 3 - 3 (5 - 3 tab) | 1 - 1  | Arsenal FC           |
| Manchester United | 4 - 1 | 5 - 1             | 1 - 0  | Real Betis           |
| AS Rome           | 2 - 0 | 2 - 0             | 0 - 0  | Real Sociedad        |
| Chakhtar Donetsk  | 1 - 1 | 2 - 8             | 1 - 7  | Feyenoord Rotterdam  |

| 9 mars 2023 | Union Berlin                            | 3 - 3   | Union Saint-Gilloise                    | Stadion An der Alten Försterei, Berlin                                          |                                                                                 |
| 18h45 CET   | Juranović 42e · Knoche 69e · Michel 89e | (1 - 1) | 28e 72e Boniface · 58e Vertessen        | Spectateurs : 21 605 Arbitrage : Orel Grinfeld Arbitre vidéo : Roi Reinshreiber | Spectateurs : 21 605 Arbitrage : Orel Grinfeld Arbitre vidéo : Roi Reinshreiber |
| 18h45 CET   | Knoche 75e · Giesselmann 85e            | Rapport | 20e Vertessen · 53e Lynen · 68e Burgess | Spectateurs : 21 605 Arbitrage : Orel Grinfeld Arbitre vidéo : Roi Reinshreiber | Spectateurs : 21 605 Arbitrage : Orel Grinfeld Arbitre vidéo : Roi Reinshreiber |

| 16 mars 2023 | Union Saint-Gilloise                     | 3 - 0   | Union Berlin                                                | Stade d'Anderlecht, Anderlecht                                            |                                                                           |
| 21h00 CET    | Teuma 18e · Lazare 63e · Lapoussin 90+4e | (1 - 0) |                                                             | Arbitrage : José María Sánchez Arbitre vidéo : Guillermo Cuadra Fernández | Arbitrage : José María Sánchez Arbitre vidéo : Guillermo Cuadra Fernández |
| 21h00 CET    | Nieuwkoop 85e                            | Rapport | 27e Leite · 48e Laïdouni · 60e, 80e Haberer · 90+4e Khedira | Arbitrage : José María Sánchez Arbitre vidéo : Guillermo Cuadra Fernández | Arbitrage : José María Sánchez Arbitre vidéo : Guillermo Cuadra Fernández |

| 9 mars 2023 | Séville FC              | 2 - 0   | Fenerbahçe SK  | Stade Ramón Sánchez Pizjuán, Séville                                               |                                                                                    |
| 21h00 CET   | Jordán 56e · Lamela 85e | (0 - 0) |                | Spectateurs : 24 480 Arbitrage : François Letexier Arbitre vidéo : Eric Wattellier | Spectateurs : 24 480 Arbitrage : François Letexier Arbitre vidéo : Eric Wattellier |
| 21h00 CET   | Telles 3e · Gil 45+3e   | Rapport | 45+3e Kadıoğlu | Spectateurs : 24 480 Arbitrage : François Letexier Arbitre vidéo : Eric Wattellier | Spectateurs : 24 480 Arbitrage : François Letexier Arbitre vidéo : Eric Wattellier |

| 16 mars 2023 | Fenerbahçe SK           | 1 - 0   | Séville FC              | Stade Şükrü Saracoğlu, Istanbul                           |                                                           |
| 18h45 CET    | Valencia 41e (pen.)     | (1 - 0) |                         | Arbitrage : Michael Oliver Arbitre vidéo : Stuart Attwell | Arbitrage : Michael Oliver Arbitre vidéo : Stuart Attwell |
| 18h45 CET    | Aziz 45+1e · Yüksek 89e | Rapport | 45+2e Badé · 89e Jordán | Arbitrage : Michael Oliver Arbitre vidéo : Stuart Attwell | Arbitrage : Michael Oliver Arbitre vidéo : Stuart Attwell |

| 9 mars 2023 | Juventus FC              | 1 - 0   | SC Fribourg            | Juventus Stadium, Turin                                                                     |                                                                                             |
| 21h00 CET   | Di María 53e             | (0 - 0) |                        | Spectateurs : 37 474 Arbitrage : Anastasios Sidiropoulos Arbitre vidéo : Tomasz Kwiatkowski | Spectateurs : 37 474 Arbitrage : Anastasios Sidiropoulos Arbitre vidéo : Tomasz Kwiatkowski |
| 21h00 CET   | Bremer 72e · Bonucci 84e | Rapport | 24e Ginter · 51e Höler | Spectateurs : 37 474 Arbitrage : Anastasios Sidiropoulos Arbitre vidéo : Tomasz Kwiatkowski | Spectateurs : 37 474 Arbitrage : Anastasios Sidiropoulos Arbitre vidéo : Tomasz Kwiatkowski |

| 16 mars 2023 | SC Fribourg                 | 0 - 2   | Juventus FC                        | Europa-Park-Stadion, Fribourg-en-Brisgau                   |                                                            |
| 18h45 CET    |                             | (0 - 1) | 45e (pen.) Vlahović · 90+5e Chiesa | Arbitrage : Serdar Gözübüyük Arbitre vidéo : Dennis Higler | Arbitrage : Serdar Gözübüyük Arbitre vidéo : Dennis Higler |
| 18h45 CET    | Gulde 26e, 44e · Sallai 87e | Rapport | 56e Vlahović · 82e Iling-Junior    | Arbitrage : Serdar Gözübüyük Arbitre vidéo : Dennis Higler | Arbitrage : Serdar Gözübüyük Arbitre vidéo : Dennis Higler |

| 9 mars 2023 | Bayer Leverkusen                         | 2 - 0   | Ferencváros TC                                              | BayArena, Leverkusen                                                         |                                                                              |
| 18h45 CET   | Demirbay 10e · Tapsoba 86e               | (1 - 0) |                                                             | Spectateurs : 25 001 Arbitrage : Davide Massa Arbitre vidéo : Marco Di Bello | Spectateurs : 25 001 Arbitrage : Davide Massa Arbitre vidéo : Marco Di Bello |
| 18h45 CET   | Demirbay 38e · Wirtz 75e · Kossounou 83e | Rapport | 45e Marquinhos · 49e Zachariassen · 75e Botka · 90+3e Ćivić | Spectateurs : 25 001 Arbitrage : Davide Massa Arbitre vidéo : Marco Di Bello | Spectateurs : 25 001 Arbitrage : Davide Massa Arbitre vidéo : Marco Di Bello |

| 16 mars 2023 | Ferencváros TC | 0 - 2   | Bayer Leverkusen    | Stade Ferenc-Puskás, Budapest                        |                                                      |
| 21h00 CET    |                | (0 - 1) | 3e Diaby · 81e Adli | Arbitrage : Artur Dias Arbitre vidéo : Tiago Martins | Arbitrage : Artur Dias Arbitre vidéo : Tiago Martins |
| 21h00 CET    | Rapport        |         |                     | Arbitrage : Artur Dias Arbitre vidéo : Tiago Martins | Arbitrage : Artur Dias Arbitre vidéo : Tiago Martins |

| 9 mars 2023 | Sporting CP               | 2 - 2   | Arsenal FC                     | Estádio José Alvalade XXI, Lisbonne                                             |                                                                                 |
| 18h45 CET   | Inácio 34e · Paulinho 55e | (1 - 1) | 22e Saliba · 62e (csc) Morita  | Spectateurs : 36 006 Arbitrage : Tobias Stieler Arbitre vidéo : Bastian Dankert | Spectateurs : 36 006 Arbitrage : Tobias Stieler Arbitre vidéo : Bastian Dankert |
| 18h45 CET   | Coates 23e · Morita 58e   | Rapport | 23e Zinchenko · 43e Martinelli | Spectateurs : 36 006 Arbitrage : Tobias Stieler Arbitre vidéo : Bastian Dankert | Spectateurs : 36 006 Arbitrage : Tobias Stieler Arbitre vidéo : Bastian Dankert |

| 16 mars 2023 | Arsenal FC                              | 1 - 1                 | Sporting CP                                  | Arsenal Stadium, Londres                                            |                                                                     |
| 21h00 CET    | Xhaka 19e                               | (1 - 0, 1 - 1, 1 - 1) | 62e Gonçalves                                | Arbitrage : Antonio Mateu Lahoz Arbitre vidéo : Massimiliano Irrati | Arbitrage : Antonio Mateu Lahoz Arbitre vidéo : Massimiliano Irrati |
| 21h00 CET    | Vieira 24e · Xhaka 45+2e · Holding 71e  | Rapport               | 53e, 118e Ugarte · 118e Diomande ·           | Arbitrage : Antonio Mateu Lahoz Arbitre vidéo : Massimiliano Irrati | Arbitrage : Antonio Mateu Lahoz Arbitre vidéo : Massimiliano Irrati |
| 21h00 CET    | Ødegaard · Saka · Trossard · Martinelli | Tirs au but 3 - 5     | St. Juste · Esgaio · Inácio · Gomes · Santos | Arbitrage : Antonio Mateu Lahoz Arbitre vidéo : Massimiliano Irrati | Arbitrage : Antonio Mateu Lahoz Arbitre vidéo : Massimiliano Irrati |

| 9 mars 2023 | Manchester United                                       | 4 - 1   | Real Betis | Old Trafford, Manchester                                                    |                                                                             |
| 21h00 CET   | Rashford 6e · Antony 52e · Fernandes 58e · Weghorst 82e | (1 - 1) | 32e Pérez  | Spectateurs : 72 998 Arbitrage : Daniel Siebert Arbitre vidéo : Marco Fritz | Spectateurs : 72 998 Arbitrage : Daniel Siebert Arbitre vidéo : Marco Fritz |
| 21h00 CET   | Weghorst 56e · Fernandes 69e                            | Rapport |            | Spectateurs : 72 998 Arbitrage : Daniel Siebert Arbitre vidéo : Marco Fritz | Spectateurs : 72 998 Arbitrage : Daniel Siebert Arbitre vidéo : Marco Fritz |

| 16 mars 2023 | Real Betis | 0 - 1   | Manchester United | Stade Benito-Villamarín, Séville                          |                                                           |
| 18h45 CET    |            | (0 - 0) | 56e Rashford      | Arbitrage : Srdjan Jovanović Arbitre vidéo : Paolo Valeri | Arbitrage : Srdjan Jovanović Arbitre vidéo : Paolo Valeri |
| 18h45 CET    |            | Rapport | 29e Pellistri     | Arbitrage : Srdjan Jovanović Arbitre vidéo : Paolo Valeri | Arbitrage : Srdjan Jovanović Arbitre vidéo : Paolo Valeri |

| 9 mars 2023 | AS Rome                        | 2 - 0   | Real Sociedad                                                                     | Stade olympique, Rome                                                      |                                                                            |
| 18h45 CET   | El Shaarawy 13e · Kumbulla 87e | (1 - 0) |                                                                                   | Spectateurs : 61 608 Arbitrage : Sandro Schärer Arbitre vidéo : Fedayi San | Spectateurs : 61 608 Arbitrage : Sandro Schärer Arbitre vidéo : Fedayi San |
| 18h45 CET   | Matić 90+4e                    | Rapport | 68e Illarramendi · 71e Zubeldia · 80e Gorosabel · 85e Zubimendi · 90+4e Oyarzabal | Spectateurs : 61 608 Arbitrage : Sandro Schärer Arbitre vidéo : Fedayi San | Spectateurs : 61 608 Arbitrage : Sandro Schärer Arbitre vidéo : Fedayi San |

| 16 mars 2023 | Real Sociedad                                  | 0 - 0   | AS Rome                                    | Stade d'Anoeta, Saint-Sébastien                           |                                                           |
| 21h00 CET    |                                                | (0 - 0) |                                            | Arbitrage : István Kovács Arbitre vidéo : Bastian Dankert | Arbitrage : István Kovács Arbitre vidéo : Bastian Dankert |
| 21h00 CET    | Zubeldia 13e · Rico 39e · Fernández 88e, 90+8e | Rapport | 6e Karsdorp · 17e Mancini · 90+8e Smalling | Arbitrage : István Kovács Arbitre vidéo : Bastian Dankert | Arbitrage : István Kovács Arbitre vidéo : Bastian Dankert |

| 9 mars 2023 | Chakhtar Donetsk | 1 - 1   | Feyenoord Rotterdam | Stade du maréchal Józef Piłsudski, Varsovie                                      |                                                                                  |
| 21h00 CET   | Rakitskiy 79e    | (0 - 0) | 88e Bullaude        | Spectateurs : 17 423 Arbitrage : Ivan Kružliak Arbitre vidéo : Christian Dingert | Spectateurs : 17 423 Arbitrage : Ivan Kružliak Arbitre vidéo : Christian Dingert |
| 21h00 CET   |                  | Rapport | 70e Wieffer         | Spectateurs : 17 423 Arbitrage : Ivan Kružliak Arbitre vidéo : Christian Dingert | Spectateurs : 17 423 Arbitrage : Ivan Kružliak Arbitre vidéo : Christian Dingert |

| 16 mars 2023 | Feyenoord Rotterdam                                                         | 7 - 1   | Chakhtar Donetsk             | Stade Feijenoord, Rotterdam                                         |                                                                     |
| 18h45 CET    | Giménez 9e · Kökçü 24e 38e · Idrissi 49e 60e · Jahanbakhsh 64e · Danilo 67e | (3 - 0) | 87e Kelsy                    | Arbitrage : Jesús Gil Manzano Arbitre vidéo : Juan Martínez Munuera | Arbitrage : Jesús Gil Manzano Arbitre vidéo : Juan Martínez Munuera |
| 18h45 CET    |                                                                             | Rapport | 20e Bondarenko · 81e Sudakov | Arbitrage : Jesús Gil Manzano Arbitre vidéo : Juan Martínez Munuera | Arbitrage : Jesús Gil Manzano Arbitre vidéo : Juan Martínez Munuera |

## Quarts de finale
Le tirage au sort des quarts de finale, demi-finales et finale a lieu le 17 mars 2023 à Nyon. Les quarts de finale se jouent le 13 avril pour les matchs aller, et le 20 avril pour les matchs retour.
| Équipe              | Aller | Total | Retour      | Équipe               |
| ------------------- | ----- | ----- | ----------- | -------------------- |
| Manchester United   | 2 - 2 | 2 - 5 | 0 - 3       | Séville FC           |
| Juventus FC         | 1 - 0 | 2 - 1 | 1 - 1       | Sporting CP          |
| Bayer Leverkusen    | 1 - 1 | 5 - 2 | 4 - 1       | Union Saint-Gilloise |
| Feyenoord Rotterdam | 1 - 0 | 2 - 4 | 1 - 4 a. p. | AS Rome              |

| 13 avril 2023 | Manchester United                          | 2 - 2   | Séville FC                                                      | Old Trafford, Manchester                                                        |                                                                                 |
| 21h00 CET     | Sabitzer 14e 21e                           | (2 - 0) | 84e (csc) Malacia · 90+2e (csc) Maguire                         | Spectateurs : 72 825 Arbitrage : Felix Zwayer Arbitre vidéo : Christian Dingert | Spectateurs : 72 825 Arbitrage : Felix Zwayer Arbitre vidéo : Christian Dingert |
| 21h00 CET     | Fernandes 41e · Antony 65e · Pellistri 89e | Rapport | 11e Montiel · 25e Rakitić · 38e Lamela · 58e Gudelj · 72e Acuña | Spectateurs : 72 825 Arbitrage : Felix Zwayer Arbitre vidéo : Christian Dingert | Spectateurs : 72 825 Arbitrage : Felix Zwayer Arbitre vidéo : Christian Dingert |

| 20 avril 2023 | Séville FC                  | 3 - 0   | Manchester United                      | Stade Ramón Sánchez Pizjuán, Séville                                             |                                                                                  |
| 21h00 CET     | En-Nesyri 8e 81e · Badé 47e | (1 - 0) |                                        | Spectateurs : 41 974 Arbitrage : Artur Soares Dias Arbitre vidéo : Tiago Martins | Spectateurs : 41 974 Arbitrage : Artur Soares Dias Arbitre vidéo : Tiago Martins |
| 21h00 CET     | Bounou 73e                  | Rapport | 56e Casemiro · 59e Antony · 90+3e Shaw | Spectateurs : 41 974 Arbitrage : Artur Soares Dias Arbitre vidéo : Tiago Martins | Spectateurs : 41 974 Arbitrage : Artur Soares Dias Arbitre vidéo : Tiago Martins |

| 13 avril 2023 | Juventus FC               | 1 - 0   | Sporting CP | Juventus Stadium, Turin                                                          |                                                                                  |
| 21h00 CET     | Gatti 73e                 | (0 - 0) |             | Spectateurs : 38 490 Arbitrage : Halil Umut Meler Arbitre vidéo : Jérôme Brisard | Spectateurs : 38 490 Arbitrage : Halil Umut Meler Arbitre vidéo : Jérôme Brisard |
| 21h00 CET     | Rabiot 24e · Vlahović 66e | Rapport | 20e Inácio  | Spectateurs : 38 490 Arbitrage : Halil Umut Meler Arbitre vidéo : Jérôme Brisard | Spectateurs : 38 490 Arbitrage : Halil Umut Meler Arbitre vidéo : Jérôme Brisard |

| 20 avril 2023 | Sporting CP                | 1 - 1   | Juventus FC           | Estádio José Alvalade XXI, Lisbonne                                               |                                                                                   |
| 21h00 CET     | Edwards 20e (pen.)         | (1 - 1) | 9e Rabiot             | Spectateurs : 45 903 Arbitrage : François Letexier Arbitre vidéo : Pol van Boekel | Spectateurs : 45 903 Arbitrage : François Letexier Arbitre vidéo : Pol van Boekel |
| 21h00 CET     | Ugarte 24e · Edwards 90+3e | Rapport | 83e Gatti · 89e Pogba | Spectateurs : 45 903 Arbitrage : François Letexier Arbitre vidéo : Pol van Boekel | Spectateurs : 45 903 Arbitrage : François Letexier Arbitre vidéo : Pol van Boekel |

| 13 avril 2023 | Bayer Leverkusen | 1 - 1   | Union Saint-Gilloise                             | BayArena, Leverkusen                                                        |                                                                             |
| 21h00 CET     | Wirtz 82e        | (0 - 0) | 51e Boniface                                     | Spectateurs : 30 210 Arbitrage : Ivan Kružliak Arbitre vidéo : Paolo Valeri | Spectateurs : 30 210 Arbitrage : Ivan Kružliak Arbitre vidéo : Paolo Valeri |
| 21h00 CET     | Hincapié 76e     | Rapport | 25e Van der Heyden · 84e Lapoussin · 90+3e Moris | Spectateurs : 30 210 Arbitrage : Ivan Kružliak Arbitre vidéo : Paolo Valeri | Spectateurs : 30 210 Arbitrage : Ivan Kružliak Arbitre vidéo : Paolo Valeri |

| 20 avril 2023 | Union Saint-Gilloise | 1 - 4   | Bayer Leverkusen                                  | Stade d'Anderlecht, Anderlecht                                                         |                                                                                        |
| 21h00 CET     | Terho 65e            | (0 - 2) | 2e Diaby · 38e Bakker · 61e Frimpong · 79e Hložek | Spectateurs : 17 069 Arbitrage : Antonio Mateu Lahoz Arbitre vidéo : Ricardo de Burgos | Spectateurs : 17 069 Arbitrage : Antonio Mateu Lahoz Arbitre vidéo : Ricardo de Burgos |
| 21h00 CET     | Teuma 75e            | Rapport |                                                   | Spectateurs : 17 069 Arbitrage : Antonio Mateu Lahoz Arbitre vidéo : Ricardo de Burgos | Spectateurs : 17 069 Arbitrage : Antonio Mateu Lahoz Arbitre vidéo : Ricardo de Burgos |

| 13 avril 2023 | Feyenoord Rotterdam         | 1 - 0   | AS Rome | Stade Feijenoord, Rotterdam                                                                        | |
| 18h45 CET     | Wieffer 53e                 | (0 - 0) |         | Spectateurs : 42 960 Arbitrage : José María Sánchez Martínez Arbitre vidéo : Juan Martínez Munuera | Spectateurs : 42 960 Arbitrage : José María Sánchez Martínez Arbitre vidéo : Juan Martínez Munuera |
| 18h45 CET     | Wieffer 18e · Szymański 35e | Rapport |         | Spectateurs : 42 960 Arbitrage : José María Sánchez Martínez Arbitre vidéo : Juan Martínez Munuera | Spectateurs : 42 960 Arbitrage : José María Sánchez Martínez Arbitre vidéo : Juan Martínez Munuera |

| 20 avril 2023 | AS Rome                                                          | 4 - 1 a. p.           | Feyenoord Rotterdam                                                 | Stade olympique, Rome                                                          |                                                                                |
| 21h00 CET     | Spinazzola 60e · Dybala 89e · El Shaarawy 101e · Pellegrini 109e | (0 - 0, 2 - 1, 3 - 1) | 80e Paixão                                                          | Spectateurs : 66 742 Arbitrage : Anthony Taylor Arbitre vidéo : Stuart Attwell | Spectateurs : 66 742 Arbitrage : Anthony Taylor Arbitre vidéo : Stuart Attwell |
| 21h00 CET     | Llorente 34e · Dybala 107e · Abraham 111e · Patrício 118e        | Rapport               | 12e Hartman · 18e Wieffer · 34e Wellenreuther · 39e, 120+1e Giménez | Spectateurs : 66 742 Arbitrage : Anthony Taylor Arbitre vidéo : Stuart Attwell | Spectateurs : 66 742 Arbitrage : Anthony Taylor Arbitre vidéo : Stuart Attwell |

## Demi-finales
Les matchs aller se déroulent le 11 mai, et les matchs retour le 18 mai
| Équipe      | Aller | Total | Retour      | Équipe           |
| ----------- | ----- | ----- | ----------- | ---------------- |
| Juventus FC | 1 - 1 | 2 - 3 | 1 - 2 a. p. | Séville FC       |
| AS Rome     | 1 - 0 | 1 - 0 | 0 - 0       | Bayer Leverkusen |

| 11 mai 2023 | Juventus FC                             | 1 - 1   | Séville FC                                      | Juventus Stadium, Turin                                                         |                                                                                 |
| 21h00 CET   | Gatti 90+7e                             | (0 - 1) | 26e En-Nesyri                                   | Spectateurs : 34 816 Arbitrage : Daniel Siebert Arbitre vidéo : Bastian Dankert | Spectateurs : 34 816 Arbitrage : Daniel Siebert Arbitre vidéo : Bastian Dankert |
| 21h00 CET   | Rabiot 43e · Locatelli 77e · Chiesa 79e | Rapport | 72e Rakitić · 78e Gil · 82e Badé · 90+3e Lamela | Spectateurs : 34 816 Arbitrage : Daniel Siebert Arbitre vidéo : Bastian Dankert | Spectateurs : 34 816 Arbitrage : Daniel Siebert Arbitre vidéo : Bastian Dankert |

| 18 mai 2023 | Séville FC                                   | 2 - 1 a. p.           | Juventus FC                           | Stade Ramón Sánchez Pizjuán, Séville                                           |                                                                                |
| 21h00 CET   | Suso 71e · Lamela 95e                        | (0 - 0, 1 - 1, 2 - 1) | 65e Vlahović                          | Spectateurs : 42 186 Arbitrage : Danny Makkelie Arbitre vidéo : Pol van Boekel | Spectateurs : 42 186 Arbitrage : Danny Makkelie Arbitre vidéo : Pol van Boekel |
| 21h00 CET   | Acuña 57e, 115e · Suso 117e · Montiel 120+4e | Rapport               | 11e Kean · 105e Danilo · 117e Paredes | Spectateurs : 42 186 Arbitrage : Danny Makkelie Arbitre vidéo : Pol van Boekel | Spectateurs : 42 186 Arbitrage : Danny Makkelie Arbitre vidéo : Pol van Boekel |

| 11 mai 2023 | AS Rome                                                   | 1 - 0   | Bayer Leverkusen                  | Stade olympique, Rome                                                          |                                                                                |
| 21h00 CET   | Bove 63e                                                  | (0 - 0) |                                   | Spectateurs : 63 123 Arbitrage : Michael Oliver Arbitre vidéo : Stuart Attwell | Spectateurs : 63 123 Arbitrage : Michael Oliver Arbitre vidéo : Stuart Attwell |
| 21h00 CET   | Mancini 58e · Abraham 76e · Ibañez 89e · Spinazzola 90+3e | Rapport | 50e Andrich · 57e Diaby · 58e Tah | Spectateurs : 63 123 Arbitrage : Michael Oliver Arbitre vidéo : Stuart Attwell | Spectateurs : 63 123 Arbitrage : Michael Oliver Arbitre vidéo : Stuart Attwell |

| 18 mai 2023 | Bayer Leverkusen                                                                        | 0 - 0   | AS Rome                                    | BayArena, Leverkusen                                                           |                                                                                |
| 21h00 CET   |                                                                                         | (0 - 0) |                                            | Spectateurs : 30 210 Arbitrage : Slavko Vinčić Arbitre vidéo : Nejc Kajtazovic | Spectateurs : 30 210 Arbitrage : Slavko Vinčić Arbitre vidéo : Nejc Kajtazovic |
| 21h00 CET   | Hincapié 45+3e · Palacios 56e · Bakker 70e · Diaby 90e · Tapsoba 90+7e · Frimpong 90+9e | Rapport | 70e Ibañez · 89e Cristante · 90+9e Abraham | Spectateurs : 30 210 Arbitrage : Slavko Vinčić Arbitre vidéo : Nejc Kajtazovic | Spectateurs : 30 210 Arbitrage : Slavko Vinčić Arbitre vidéo : Nejc Kajtazovic |

## Finale
La finale se déroule le 31 mai 2023 au Stade Ferenc-Puskás de Budapest en Hongrie.
| Équipe     | Score | Équipe  |
| ---------- | ----- | ------- |
| Séville FC | -     | AS Rome |

| 31 mai 2023 | Séville FC                                                                           | 1 - 1                 | AS Rome                                                                                                   | Stade Ferenc-Puskás, Budapest                                                  |                                                                                |
| 21h00 CET   | Mancini 54e (csc)                                                                    | (0 - 1, 1 - 1, 1 - 1) | 34e Dybala                                                                                                | Spectateurs : 61 476 Arbitrage : Anthony Taylor Arbitre vidéo : Stuart Attwell | Spectateurs : 61 476 Arbitrage : Anthony Taylor Arbitre vidéo : Stuart Attwell |
| 21h00 CET   | Mir 36e · Rakitić 65e · Lamela 109e · Jordán 120e · Montiel 120+4e · Ocampos 120+10e | Rapport               | 22e Matić · 45e Pellegrini · 48e Mancini · 65e Cristante · 74e Çelik · 105e Zalewski · 120+10e Karsdorp · | Spectateurs : 61 476 Arbitrage : Anthony Taylor Arbitre vidéo : Stuart Attwell | Spectateurs : 61 476 Arbitrage : Anthony Taylor Arbitre vidéo : Stuart Attwell |
| 21h00 CET   | Ocampos · Lamela · Rakitić · Montiel                                                 | Tirs au but 4 - 1     | Cristante · Mancini · Ibañez                                                                              | Spectateurs : 61 476 Arbitrage : Anthony Taylor Arbitre vidéo : Stuart Attwell | Spectateurs : 61 476 Arbitrage : Anthony Taylor Arbitre vidéo : Stuart Attwell |

## Tableau final
|  | Huitièmes de finale  | Huitièmes de finale  | Huitièmes de finale  | Huitièmes de finale  |                     |                     | Quarts de finale | Quarts de finale | Quarts de finale | Quarts de finale |  |  | Demi-finales | Demi-finales | Demi-finales | Demi-finales |  |  | Finale                                      | Finale | Finale | Finale |
|  |                      |                      |                      |                      |                     |                     |                  |                  |                  |                  |  |  |              |              |              |              |  |  |                                             |        |        |        |
|  |                      |                      |                      |                      |                     |                     |                  |                  |                  |                  |  |  |              |              |              |              |  |  | 31 mai 2023 - Stade Ferenc-Puskás, Budapest |        |        |        |
|  | Juventus FC          | Juventus FC          | 1                    | 2                    |                     |                     |                  |                  |                  |                  |  |  |              |              |              |              |  |  |                                             |        |        |        |
|  | Juventus FC          | Juventus FC          | 1                    | 2                    |                     |                     |                  |                  |                  |                  |  |  |              |              |              |              |  |  |                                             |        |        |        |
|  | SC Fribourg          | SC Fribourg          | 0                    | 0                    |                     |                     |                  |                  |                  |                  |  |  |              |              |              |              |  |  |                                             |        |        |        |
|  | SC Fribourg          | SC Fribourg          | 0                    | 0                    | Juventus FC         | Juventus FC         | 1                | 1                |                  |                  |  |  |              |              |              |              |  |  |                                             |        |        |        |
|  |                      |                      |                      |                      | Juventus FC         | Juventus FC         | 1                | 1                |                  |                  |  |  |              |              |              |              |  |  |                                             |        |        |        |
|  |                      |                      | Sporting CP          | Sporting CP          | 0                   | 1                   |                  |                  |                  |                  |  |  |              |              |              |              |  |  |                                             |        |        |        |
|  | Sporting CP          | Sporting CP          | Sporting CP          | Sporting CP          | 0                   | 1                   | 2                | 1 (5)            |                  |                  |  |  |              |              |              |              |  |  |                                             |        |        |        |
|  | Sporting CP          | Sporting CP          |                      |                      |                     |                     |                  | 1 (5)            |                  |                  |  |  |              |              |              |              |  |  |                                             |        |        |        |
|  | Arsenal FC           | Arsenal FC           | 2                    | 1 (3)                |                     |                     |                  |                  |                  |                  |  |  |              |              |              |              |  |  |                                             |        |        |        |
|  | Arsenal FC           | Arsenal FC           | 2                    | 1 (3)                | Juventus FC         | Juventus FC         | 1                | 1                |                  |                  |  |  |              |              |              |              |  |  |                                             |        |        |        |
|  |                      |                      |                      |                      | Juventus FC         | Juventus FC         | 1                | 1                |                  |                  |  |  |              |              |              |              |  |  |                                             |        |        |        |
|  |                      |                      | Séville FC           | Séville FC           | 1                   | 2 a. p.             |                  |                  |                  |                  |  |  |              |              |              |              |  |  |                                             |        |        |        |
|  | Manchester United    | Manchester United    | Séville FC           | Séville FC           | 1                   | 2 a. p.             | 4                | 1                |                  |                  |  |  |              |              |              |              |  |  |                                             |        |        |        |
|  | Manchester United    | Manchester United    |                      |                      |                     |                     |                  | 1                |                  |                  |  |  |              |              |              |              |  |  |                                             |        |        |        |
|  | Real Betis           | Real Betis           | 1                    | 0                    |                     |                     |                  |                  |                  |                  |  |  |              |              |              |              |  |  |                                             |        |        |        |
|  | Real Betis           | Real Betis           | 1                    | 0                    | Manchester United   | Manchester United   | 2                | 0                |                  |                  |  |  |              |              |              |              |  |  |                                             |        |        |        |
|  |                      |                      |                      |                      | Manchester United   | Manchester United   | 2                | 0                |                  |                  |  |  |              |              |              |              |  |  |                                             |        |        |        |
|  |                      |                      | Séville FC           | Séville FC           | 2                   | 3                   |                  |                  |                  |                  |  |  |              |              |              |              |  |  |                                             |        |        |        |
|  | Séville FC           | Séville FC           | Séville FC           | Séville FC           | 2                   | 3                   | 2                | 0                |                  |                  |  |  |              |              |              |              |  |  |                                             |        |        |        |
|  | Séville FC           | Séville FC           |                      |                      |                     |                     |                  | 0                |                  |                  |  |  |              |              |              |              |  |  |                                             |        |        |        |
|  | Fenerbahçe SK        | Fenerbahçe SK        | 0                    | 1                    |                     |                     |                  |                  |                  |                  |  |  |              |              |              |              |  |  |                                             |        |        |        |
|  | Fenerbahçe SK        | Fenerbahçe SK        | 0                    | 1                    | Séville FC          | Séville FC          | 1 (4)            | 1 (4)            |                  |                  |  |  |              |              |              |              |  |  |                                             |        |        |        |
|  |                      |                      |                      |                      | Séville FC          | Séville FC          | 1 (4)            | 1 (4)            |                  |                  |  |  |              |              |              |              |  |  |                                             |        |        |        |
|  |                      |                      | AS Rome              | AS Rome              | 1 (1)               | 1 (1)               |                  |                  |                  |                  |  |  |              |              |              |              |  |  |                                             |        |        |        |
|  | Chakhtar Donetsk     | Chakhtar Donetsk     | AS Rome              | AS Rome              | 1 (1)               | 1 (1)               | 1                | 1                |                  |                  |  |  |              |              |              |              |  |  |                                             |        |        |        |
|  | Chakhtar Donetsk     | Chakhtar Donetsk     |                      |                      |                     |                     |                  | 1                |                  |                  |  |  |              |              |              |              |  |  |                                             |        |        |        |
|  | Feyenoord Rotterdam  | Feyenoord Rotterdam  | 1                    | 7                    |                     |                     |                  |                  |                  |                  |  |  |              |              |              |              |  |  |                                             |        |        |        |
|  | Feyenoord Rotterdam  | Feyenoord Rotterdam  | 1                    | 7                    | Feyenoord Rotterdam | Feyenoord Rotterdam | 1                | 1                |                  |                  |  |  |              |              |              |              |  |  |                                             |        |        |        |
|  |                      |                      |                      |                      | Feyenoord Rotterdam | Feyenoord Rotterdam | 1                | 1                |                  |                  |  |  |              |              |              |              |  |  |                                             |        |        |        |
|  |                      |                      | AS Rome              | AS Rome              | 0                   | 4 a. p.             |                  |                  |                  |                  |  |  |              |              |              |              |  |  |                                             |        |        |        |
|  | AS Rome              | AS Rome              | AS Rome              | AS Rome              | 0                   | 4 a. p.             | 2                | 0                |                  |                  |  |  |              |              |              |              |  |  |                                             |        |        |        |
|  | AS Rome              | AS Rome              |                      |                      |                     |                     |                  | 0                |                  |                  |  |  |              |              |              |              |  |  |                                             |        |        |        |
|  | Real Sociedad        | Real Sociedad        | 0                    | 0                    |                     |                     |                  |                  |                  |                  |  |  |              |              |              |              |  |  |                                             |        |        |        |
|  | Real Sociedad        | Real Sociedad        | 0                    | 0                    | AS Rome             | AS Rome             | 1                | 0                |                  |                  |  |  |              |              |              |              |  |  |                                             |        |        |        |
|  |                      |                      |                      |                      | AS Rome             | AS Rome             | 1                | 0                |                  |                  |  |  |              |              |              |              |  |  |                                             |        |        |        |
|  |                      |                      | Bayer Leverkusen     | Bayer Leverkusen     | 0                   | 0                   |                  |                  |                  |                  |  |  |              |              |              |              |  |  |                                             |        |        |        |
|  | Bayer Leverkusen     | Bayer Leverkusen     | Bayer Leverkusen     | Bayer Leverkusen     | 0                   | 0                   | 2                | 2                |                  |                  |  |  |              |              |              |              |  |  |                                             |        |        |        |
|  | Bayer Leverkusen     | Bayer Leverkusen     |                      |                      |                     |                     |                  | 2                |                  |                  |  |  |              |              |              |              |  |  |                                             |        |        |        |
|  | Ferencváros TC       | Ferencváros TC       | 0                    | 0                    |                     |                     |                  |                  |                  |                  |  |  |              |              |              |              |  |  |                                             |        |        |        |
|  | Ferencváros TC       | Ferencváros TC       | 0                    | 0                    | Bayer Leverkusen    | Bayer Leverkusen    | 1                | 4                |                  |                  |  |  |              |              |              |              |  |  |                                             |        |        |        |
|  |                      |                      |                      |                      | Bayer Leverkusen    | Bayer Leverkusen    | 1                | 4                |                  |                  |  |  |              |              |              |              |  |  |                                             |        |        |        |
|  |                      |                      | Union Saint-Gilloise | Union Saint-Gilloise | 1                   | 1                   |                  |                  |                  |                  |  |  |              |              |              |              |  |  |                                             |        |        |        |
|  | Union Berlin         | Union Berlin         | Union Saint-Gilloise | Union Saint-Gilloise | 1                   | 1                   | 3                | 0                |                  |                  |  |  |              |              |              |              |  |  |                                             |        |        |        |
|  | Union Berlin         | Union Berlin         |                      |                      |                     |                     |                  | 0                |                  |                  |  |  |              |              |              |              |  |  |                                             |        |        |        |
|  | Union Saint-Gilloise | Union Saint-Gilloise | 3                    | 3                    |                     |                     |                  |                  |                  |                  |  |  |              |              |              |              |  |  |                                             |        |        |        |
|  | Union Saint-Gilloise | Union Saint-Gilloise | 3                    | 3                    |                     |                     |                  |                  |                  |                  |  |  |              |              |              |              |  |  |                                             |        |        |        |
|  |                      |                      |                      |                      |                     |                     |                  |                  |                  |                  |  |  |              |              |              |              |  |  |                                             |        |        |        |